# Dziadowa Kłoda (gemeente)
De gemeente Dziadowa Kłoda is een landgemeente in het Poolse woiwodschap Neder-Silezië, in powiat Oleśnicki.
De zetel van de gemeente is in Dziadowa Kłoda.
Op 30 juni 2004 telde de gemeente 4515 inwoners.

## Plaatsen
Dziadowej Kłody, Radzowice, Stradomia Dolna, Dziadów Most, Lipka, Miłowice, Gołębice, Dalborowice, Gronowice

## Oppervlakte gegevens
In 2002 bedroeg de totale oppervlakte van gemeente Dziadowa Kłoda 105,14 km², waarvan:
- agrarisch gebied: 75%
- bossen: 18%

De gemeente beslaat 10,02% van de totale oppervlakte van de powiat.

## Demografie
Stand op 30 juni 2004:
| Omschrijving                   | Totaal | Totaal | Vrouwen | Vrouwen | Mannen | Mannen |
| ------------------------------ | ------ | ------ | ------- | ------- | ------ | ------ |
| eenheid                        | aantal | %      | aantal  | %       | aantal | %      |
| inwoners                       | 4515   | 100    | 2237    | 49,5    | 2278   | 50,5   |
| bevolkingsdichtheid (inw./km²) | 42,9   | 42,9   | 21,3    | 21,3    | 21,7   | 21,7   |

In 2002 bedroeg het gemiddelde inkomen per inwoner 1427,69 zł.

## Aangrenzende gemeenten
Bierutów, Namysłów, Oleśnica, Perzów, Syców, Wilków